# La Sarga

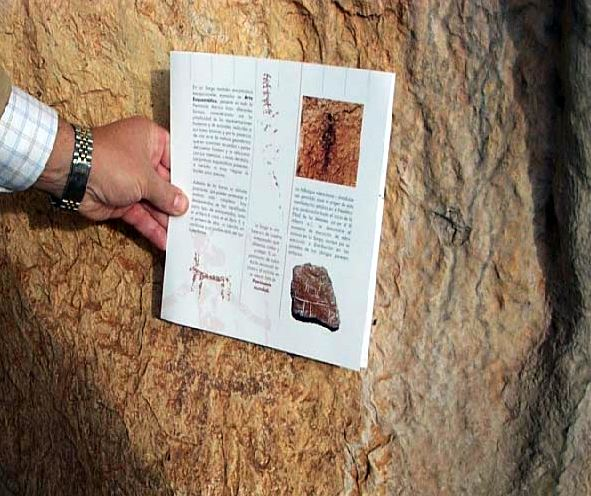
Jornada de Portes Obertes

La Sarga és un llogaret pertanyent al municipi de Xixona (Alacant), situat entre esta localitat i Alcoi, als peus de la Carrasqueta, a la vall de La Canal. Amb no més de 20 cases, en l'actualitat tan sols habiten dos veïns durant tot l'any. En el segle xviii, la Sarga va arribar a constituir-se en municipi independent. No obstant això, a causa del descens de la població, va tornar a ser reabsorbit en el segle xix per Xixona.

## Pintures rupestres
L'estiu del 1951, un grup d'excursionistes alcoians descobriren un conjunt d'art rupestre prehistòric en uns abrics rocosos del barranc de la cova Foradada (terme municipal d'Alcoi). El jaciment es localitza en els voltants del caseriu de la Sarga (Xixona), un entorn natural privilegiat de la serra dels Plans, als límits orientals del Parc Natural del Carrascal de la Font Roja.
El conjunt està integrat per tres abrics, on els investigadors han trobat un total de 146 motius pertanyents als tres estils d'art rupestre post-paleolític. La Sarga és l'únic conjunt descobert fins a l'actualitat on, de manera suficient, convergeixen tres horitzons artístics prehistòrics, clarament diferenciats pel seu color, tipus d'execució, temàtica i cronologia. Tots tres fan servir terres de tonalitats rogenques, distintes per a cadascun d'aquests, convertides en pols i barrejades amb algun producte orgànic desconegut per a fixar-les a les parets, sense preparació prèvia, mitjançant pinzells fets amb plomes d'aus, pèls, fibres vegetals picades o, fins i tot, amb els dits. Inscrites el 1997 en el catàleg de Béns d'Interès Cultural. L'any 1998, l'art rupestre de l'arc mediterrani de la península Ibèrica (dins del qual, les pintures de la Sarga són un punt de referència) fou declarat patrimoni de la Humanitat per la UNESCO. Regularment, el Museu Arqueològic d'Alcoi fa unes Jornades de Portes Obertes per a donar-les a conèixer; sol ser un cap de setmana al mes.

## Importància de la Sarga

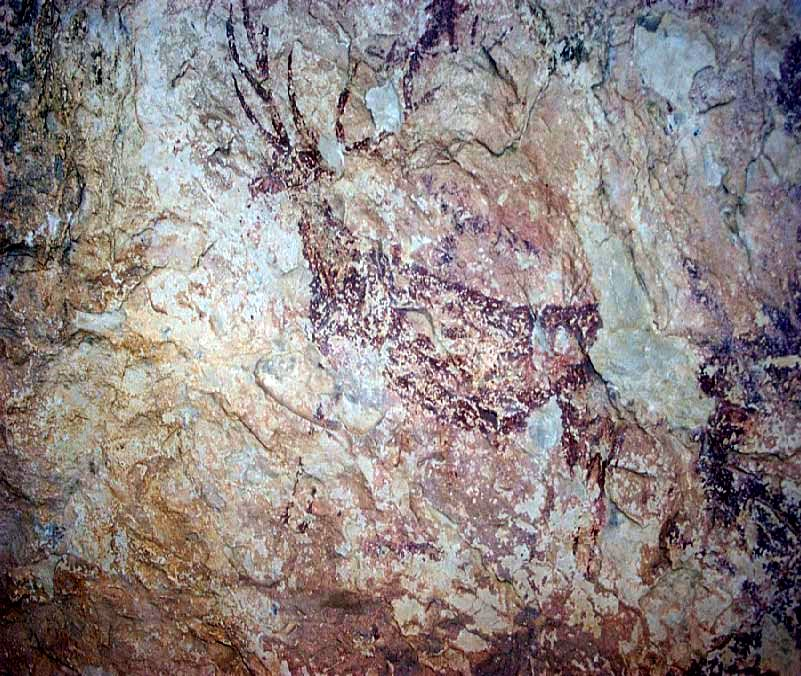
Cérvol

En general, podem dir que la Sarga era un santuari prehistòric. Mai no es va utilitzar com a habitatge i en les seues parets diverses generacions d'agricultors, ramaders i caçadors van deixar testimonis de les seues creences. S'acostaven a aquests abrics des de llocs distants, ja que en les prospeccions del seu entorn més immediat a penes s'han localitzat vestigis d'habitació. Anaven allí per celebrar cerimònies religioses, intercanviar coneixements o productes, establir aliances matrimonials o de grup o, simplement, per a parlar i divertir-se. No és un lloc de caça –tal com s'ha suposat durant molt de temps. És un recinte sagrat molt complex, el més complet -com hem dit- de la façana oriental de la península Ibèrica.

## L'art macroesquemàtic

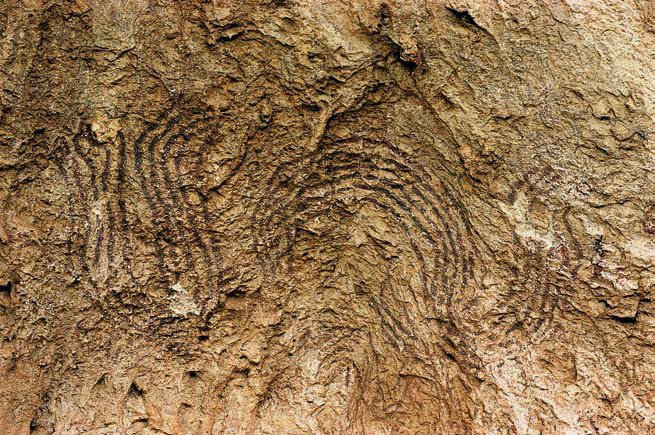
Motius serpentiformes

Els tres estils d'art rupestre es diferencien fàcilment pel seu color, temàtica i execució. L'art macroesquemàtic és un art neolític "cardial", de profund contingut simbòlic. En el seu vessant pictòric rupestre, es caracteritza per localitzar-se en abrics poc profunds, i s'hi usen pigments de color roig fosc, dens i d'aspecte pastós, que s'apliquen sobre les parets sense preparació prèvia. La temàtica d'este estil són les figures humanes i motius serpentiformes o meandres de desenvolupament vertical o horitzontal, tots de gran mesura i de traçat gruixut. Els seus autors van ser els primers agricultors i ramaders del Neolític inicial (fa uns 7.000 anys). Els motius pintats han de relacionar-se amb rituals entorn de la fertilitat de les terres, i són semblants a les decoracions de les ceràmiques neolítiques. La seua distribució geogràfica és exclusiva de les terres alacantines limitades pel mar i les serres d'Aitana, Benicadell i Mariola.
Els motius macroesquemàtics de la Sarga es distribueixen als tres abrics: 
- A l'abric I, a conseqüència del mal estat de conservació, només ens trobem motius serpentiformes, alguns dels quals acaben amb mans.
- L'abric II concentra les representacions macro-esquemàtiques a la part central. Ací podem distingir entre dos motius: els antropomòrfics i els geomètrics. Pel que fa als primers, tenim tres figures humanes: la més coneguda és "el bruixot" (denominació que se li dona per posseir uns apèndixs al cap, com si es tractés d'unes banyes de bou) de cos allargat, però bastant mal conservat. Tenim a la dreta del bruixot "l'orant", format per línies sinuoses i amb decoració radial perpendicular al cap. I a l'esquerra, "l'arquer", que té tant el cap com el cos format per dues barres paral·leles i unides pels extrems, i que té braços i cames ben definits, i sosté en un dels braços un objecte que podríem considerar un arc. Entre els motius geomètrics, tenim dos grups serpentiformes en forma de U, units als extrems superiors en dos casos, i els restants acabats amb mans. En altres punts del segon abric, es conserven més representacions geomètriques, però de menor mesura i pitjor conservades.

Si interpretem el que hem comentat, els motius tenen tots un caràcter espiritual: la figura orant s'ha interpretat com a femenina, a partir d'altres manifestacions artístiques contemporànies i correspon a una dea o sacerdotessa, possiblement amb un llarg vestit. Pel que fa al bruixot, pot tenir relació amb les tradicions religioses mediterrànies agrícoles. Per la seva banda, els temes geomètrics (acabats amb dits) podrien fer referència a una sacralització de la vegetació.

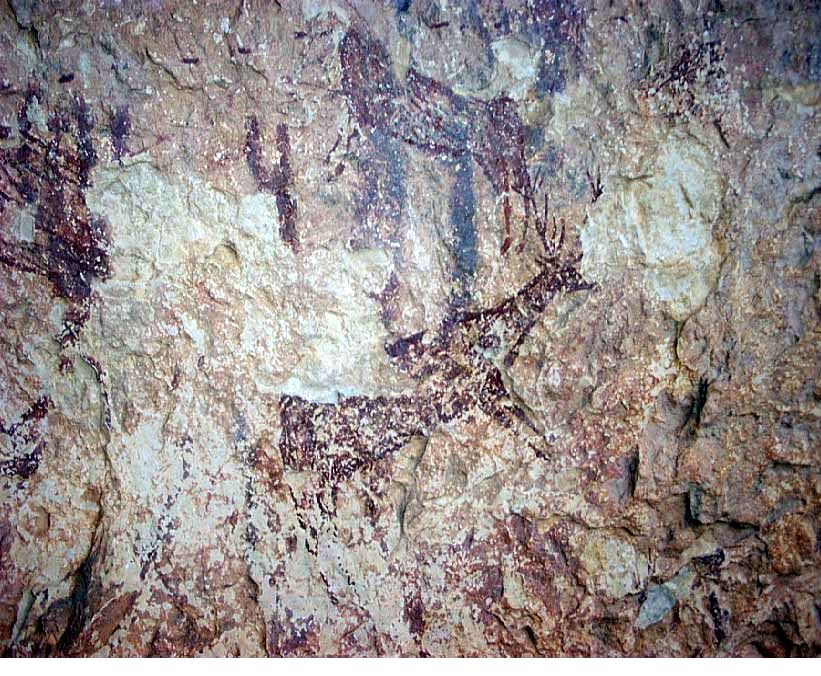
Pintures de La Sarga

## L'art llevantí de l'estat espanyol
El segon estil que hi trobem present és l'art llevantí, manifestació artística àmpliament distribuïda per la façana mediterrània oriental de la península Ibèrica, d'Osca i Lleida a Almeria i Jaén. Es defineix pel seu caràcter naturalista narratiu, en el qual adquireixen protagonisme les figures humanes i d'animals, aïllades o formant escenes. És un art de cronologia pre-neolítica (VIII a V mil·lenni aC), anterior a l'art macro-esquemàtic. L'art llevantí es troba representat als abrics I i II del conjunt de la Sarga, i mostra unes figures humanes (totes masculines) portant arcs i fletxes, i en actitud de repòs o caça. Si parlem dels animals que hi són representats, tenim cèrvids i caprins. Així doncs, es pot establir tres tipus diferents de relació entre les figures humanes i els animals: 
- Els primers en posició de caça perseguint els grups d'animals, alguns dels quals tenen fletxes clavades al ventre o fins i tot, perboquen o perden sang.
- No sols hi apareixen -com hem dit- escenes de caça, sinó que algunes de les figures humanes representades tenen una actitud de repòs i, això, relacionat amb la presència de grups d'animals (caprins) a les proximitats, porta a pensar, amb poc de fonament, en la ramaderia.
- En darrer lloc, hi ha animals aïllats, que no mostren signes d'agonia ni mort, i que poden ser una exaltació de la natura. La tècnica emprada és sempre la pintura de color roig, amb un traç definit per a marcar-ne el contorn exterior, i l'interior de vegades massissat i en d'altres amb traços llistats.

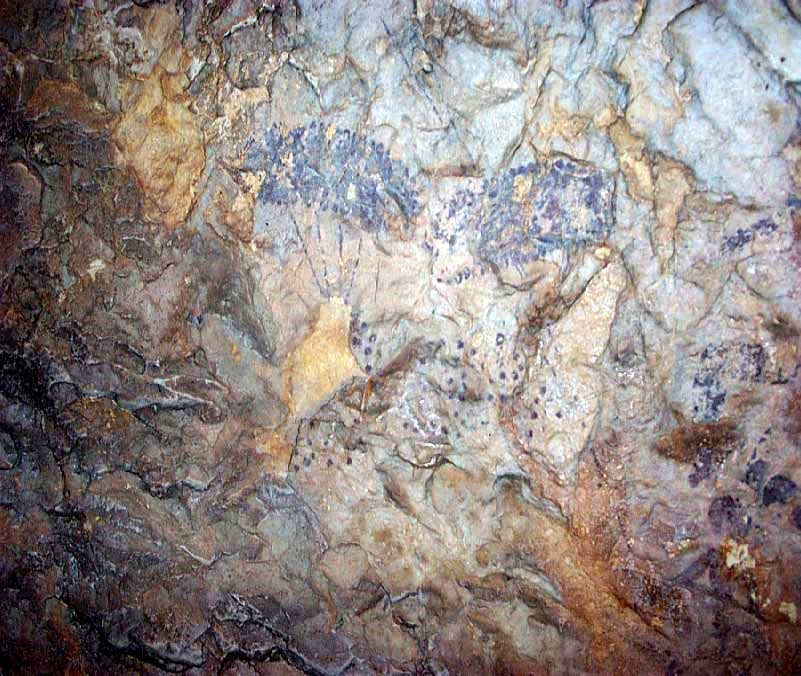
La batuda

Les representacions ens han parlat, fins ara, de dues activitats econòmiques importants: la caça i la recol·lecció. Però encara podem trobar més testimonis del context econòmic del pre-neolític, ja que si observem el panell 3 de l'abric I, descobrirem figures humanes duent a terme la batuda de dos arbres (ametllers, segons els especialistes, cosa que indicaria una escena de recol·lecció. Esta hipòtesi és, no obstant, discutida, i segons d'altres, com que les interpretades com a vares no connecten amb la mà de les figures, pot considerar-se que en lloc de vares es tracta de rellamps, i que les ametlles que cauen no són tals, sinó una pedregada que obliga els caçadors a pregar als déus que l'aturen.
Siga com siga, el que és realment important és la informació que aporten els detalls de les figures: ens parlen de les característiques de l'armament, de les plomes com a ornament personal i de les fletxes, també de l'ús de polseres i la presència d'uns pantalons de l'arquer 2.5 de l'abric II.

## L'art esquemàtic

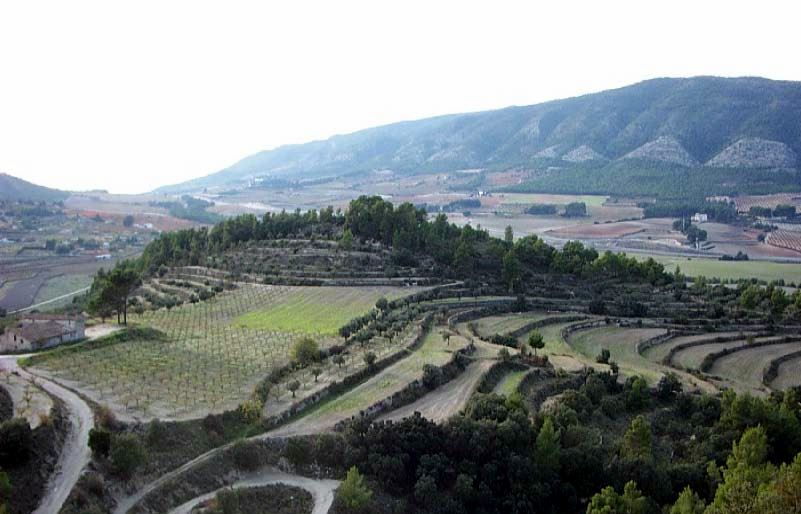
Vista des dels abrics de La Sarga

El darrer estil és l'art esquemàtic, una manifestació artística distribuïda per tota la Península i present també a la Sarga entre el Neolític i l'edat dels metalls (V a II mil·lenni aC). Formalment, es caracteritza per la simplicitat formal de les representacions antropomòrfiques i zoomòrfiques, que són reduïdes a les seves línies bàsiques. També n'és característica la presència de motius novament geomètrics, que en este cas remeten a parts del cos humà, i són una mena d'ídols.
Les representacions esquemàtiques es distribueixen per diferents punts dels abrics II i III. A més de les barres en distintes posicions, que poden pertànyer a motius més complexos avui desapareguts, s'hi han identificat diversos tipus d'antropomorfs, un caprí, un ramiforme i altres ideogrames.